# Ivan Marija Hrovatin
Ivan Marija Hrovatin, arheolog, raziskovalec, * 14. avgust 1977, Trst.

## Življenje in delo
Ivan Marija Hrovatin se je rodil v Trstu, a je večino svojega življenja preživel na Opčinah nad Trstom, saj se je rodil v slovenski družini, oče je bil Stanislav, mati Marta (rojena Radetič). Obvezni študij je opravil na slovenskih šolah v rojstni vasi na Opčinah, nato je leta 1996 maturiral na slovenski višji šoli v Trstu. Kasneje se je vpisal na Filozolsko fakulteto Univerze v Ljubljani, kjer je diplomiral iz arheologije leta 2006, z nalogo Zgodovina arheoloških raziskav obdobja med 6. in 11. stoletjem na prostoru med Javorniki, Dragonjo, Nadižo in Sočo. (COBISS) Med letoma 2006 in 2011 je bil zaposlen na Inštitutu za arheologijo Znanstvenoraziskovalnega centra Slovenske akademije znanosti in umetnosti kot znanstveni sodelavec. Od leta 2021 je v službi na srednji šoli prve stopnje na Opčinah.
Ivan Marija Hrovatin najraje raziskuje srednji vek in mnogo publicira. V letih 2005-2008 je bil raziskovalni sodelavec v projektu Interreg »I siti costieri dell'Alto Adriatico« (Najdišča ob obali na severnem Jadranu), ki ga je organizirala Univerza v Trstu. Med leti 2011-2014 je delal kot samostojni raziskovalec, predvsem je zbiral podatke o najdiščih za predelavo železa v vzhodni Srednji Evropi in analiziral žlindro iz več kot 20 najdišč. Cilj njegove raziskovalne dejavnosti je rekonstrukcija zgodnjesrednjeveške zgodovine območja med srednjo Donavo in Jadranskim morjem s posebnim poudarkom na poselitvenem vzorcu in gospodarskem ter tehnološkem razvoju območja. Hrovatin je specializiran zlasti za arheometalurgijo železa (proizvodnja, izdelava in trgovina). Njegovo interesno področje ga je pripeljalo do sodelovanja s številnimi znanstveniki v srednje in vzhodnoevropskih akademskih ustanovah, kot so Karlova univerza v Pragi (CZ), Tehnični muzej v Brnu (CZ), Restavratorski laboratorij Inštituta za arheologijo Akademije znanosti Češke republike (CZ), Inštitut za arheologijo v Zagrebu (CRO), Inštitut za arheologijo Akademije znanosti v Moskvi (RUS) in drugod. Leta 2020 je sodeloval pri projektu Hrvaške univerze: Proizvodnja železa ob Dravi v rimskem obdobju in srednjem veku: Ustvarjanje in prenos znanja, tehnologij in dobrin.
Sodeluje kot recenzent pri reviji Arheo (glasilo slovenskega arheološkega društva), ki jo izdajajo v Ljubljani.
Leta 2022 je sodeloval pri proslavah ob 400-letnici Openske župnije in 200-letnici katastarske mape Opčin in pripravil zanimivo razstavo ter sodeloval pri izdaji knjige (COBISS)
Leta 2024 se je posvetil raziskavi Nabrežine iz srednjega v novi vek in je sodeloval pri postavitvi pomembne razstave.
Ivan Marija Hrovatin je že več let v odboru Slovenskega zamejskega numizmatičnega društva J. V. Valvasorja iz Trsta, kjer ima vlogo knjižničarja.